# Soundjinka
Soundjinka est un village de la région de Khodjaly en Azerbaïdjan.

## Histoire
En 1992-2020, Soundjinka était sous le contrôle des forces armées arméniennes. En 2020, au cours de la deuxième guerre du Haut-Karabagh, la région de Khodjaly, y compris le village de Soundjinka est passé sous le contrôle des forces azerbaïdjanaises.

## Économie
La principale occupation de la population est l'élevage.

## Géographie
Le village de Soundjinka de la région de Khodjaly est situé dans la circonscription administrative du village de Dachboulag.